# ألكسيس جامبوا
ألكسيس جامبوا (بالإسبانية: Alexis Gamboa) هو لاعب كرة قدم كوستاريكي، ولد في 20 مارس 1999 في سان خوسيه في كوستاريكا. لعب مع سانتوس دي جوابيلز ‏.

## روابط خارجية
- ألكسيس جامبوا على موقع قاعدة بيانات كرة القدم.إي يو (الإنجليزية)
- ألكسيس جامبوا على موقع Soccerway.com (الإنجليزية)